# Ernest Pickering
Ernest Dinwoodie Pickering (ur. 14 grudnia 1928 w St. Petersburgu (stan Floryda), zm. 16 października 2000) – baptystyczny pastor i teolog, protestancki fundamentalista i antyekumenista; krytyk Billy’ego Grahama.

## Życiorys
Urodził się w rodzinie wyznawców Armii Zbawienia. Jeszcze jako nastolatek przeszedł do baptystów. Ukończył Bob Jones University w 1948, a następnie Dallas Theological Seminary. Ożenił się w 1952 roku.
Pracował jako wykładowca na kilku uczelniach baptystycznych i był pastorem w kilku baptystycznych zborach. W latach 1993–1996 pracował w Światowej Misji Baptystycznej.
Jest autorem wielu książek, broszur i artykułów. Ostatnia jego publikacja została napisana po utracie wzroku.

## Teologiczny fundamentalizm
Od czasów nowojorskiej krucjaty Billy’ego Grahama w 1957 roku był jego głównym krytykiem w środowisku amerykańskich baptystów. Grahamowi zarzucał nadmierny ekumenizm i odsyłanie uczestników swoich krucjat do liberalnych Kościołów. Po wizycie Grahama w Moskwie w 1982 roku krytykował go za głoszenie w prawosławnej cerkwi i oddanie przysługi komunistom. Krytykował udział Grahama w obchodach tysiąclecia chrztu Rusi w 1988. Był zwolennikiem baptystycznego separatyzmu względem liberalnych protestantów. W swej broszurze Biblical Separation na stronie 11. wyliczył sześć punktów, co do których nie można ustąpić: 1) wieczne bóstwo Chrystusa, 2) narodzenie Chrystusa z dziewicy, 3) bezgrzeszne życie Chrystusa, 4) zastępcza i przebłagalna śmierć Chrystusa, 5) zmartwychwstanie Chrystusa w ciele, 6) werbalna inspiracja i autorytet Biblii jako Słowa Bożego.

## Ważniejsze publikacje
- Theology of Evangelism (Clarks Summit, PA: Baptist Bible College Press, 1974)
- Glories of the Lamb as Seen in the Book of Revelation (Clarks Summit, PA: Baptist Bible College Press, 1978)
- Biblical Separation: The Struggle for a Pure Church (Schaumburg, Illinois: Regular Baptist Press, 1979)
- Charismatic Confusion (Schaumburg, Illinois: Regular Baptist Press, 1980)
- Rejoicing in Christ (Schaumburg, Illinois: Regular Baptist Press, 1980)
- Thou Art the Christ: Studies in Philippians (Schaumburg, Illinois: Regular Baptist Press, 1983)
- For the Hurting Pastor—And Those Who Hurt Him (Schaumburg, Illinois: Regular Baptist Press, 1987)
- The Tragedy of Compromise: The Origin and Impact of the New Evangelicalism (Greenville, SC: BJU Press, 1994)
- Lordship Salvation: An Examination of John MacArthur's Book, The Gospel According to Jesus (Decatur, AL: Baptist World Mission, 1988)
- Should We Ever Separate From Christian Brethren? (Decatur, AL: Baptist World Mission)